# Biserica de lemn din Lelești, Gorj

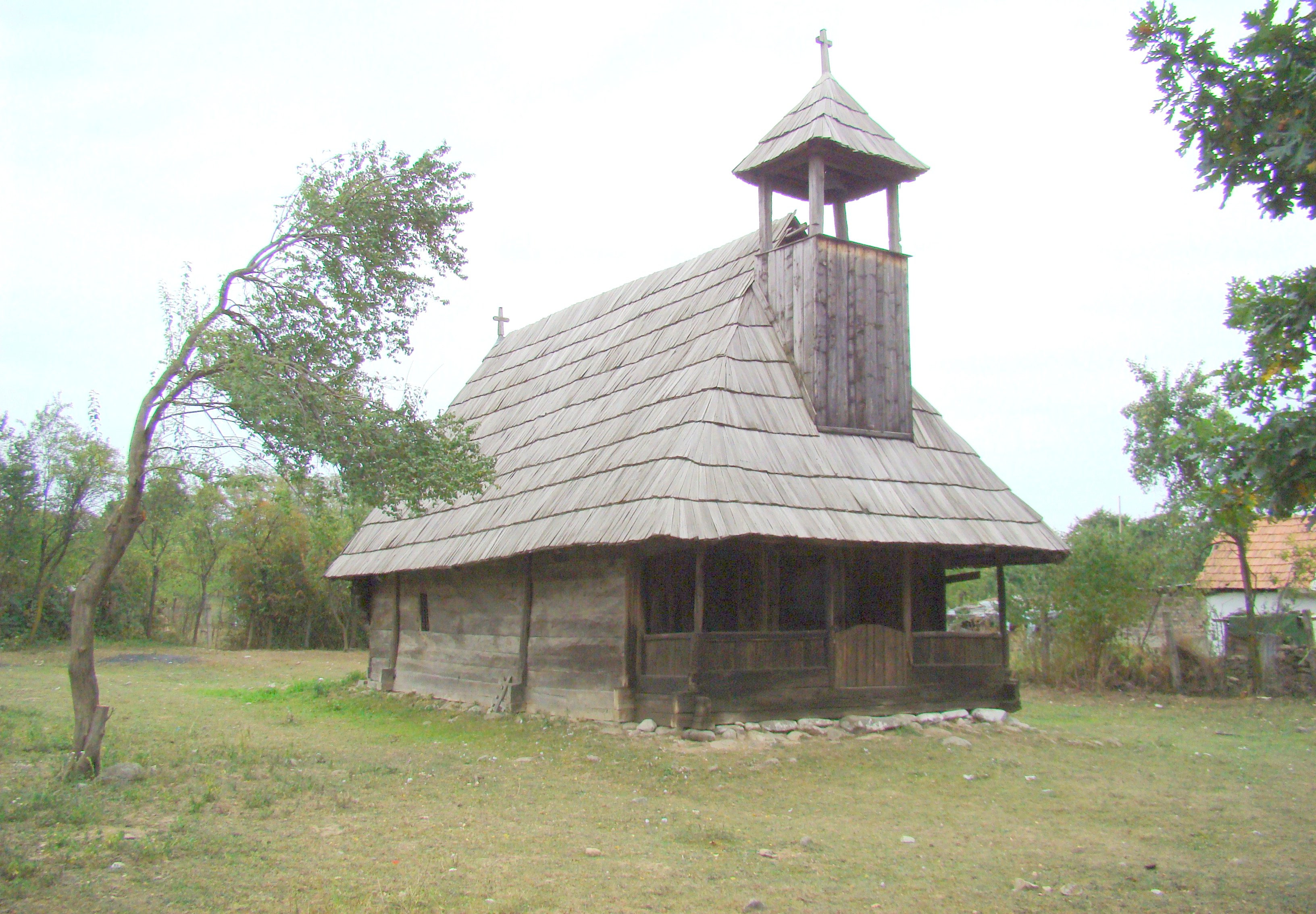
Biserica de lemn „Sfântul Nicolae” din satul Lelești, comuna Lelești, județul Gorj, foto: septembrie 2009.

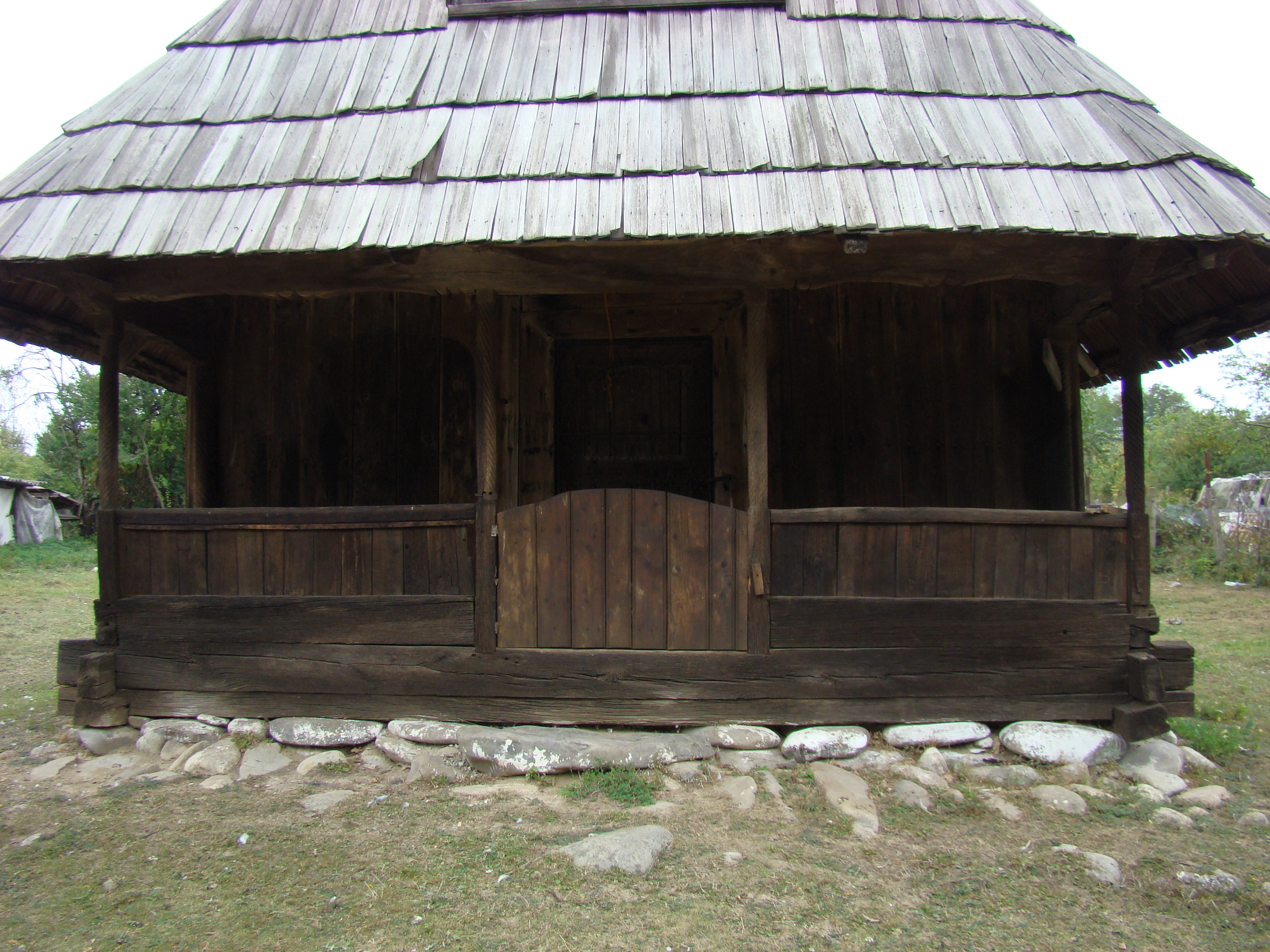
Prispa

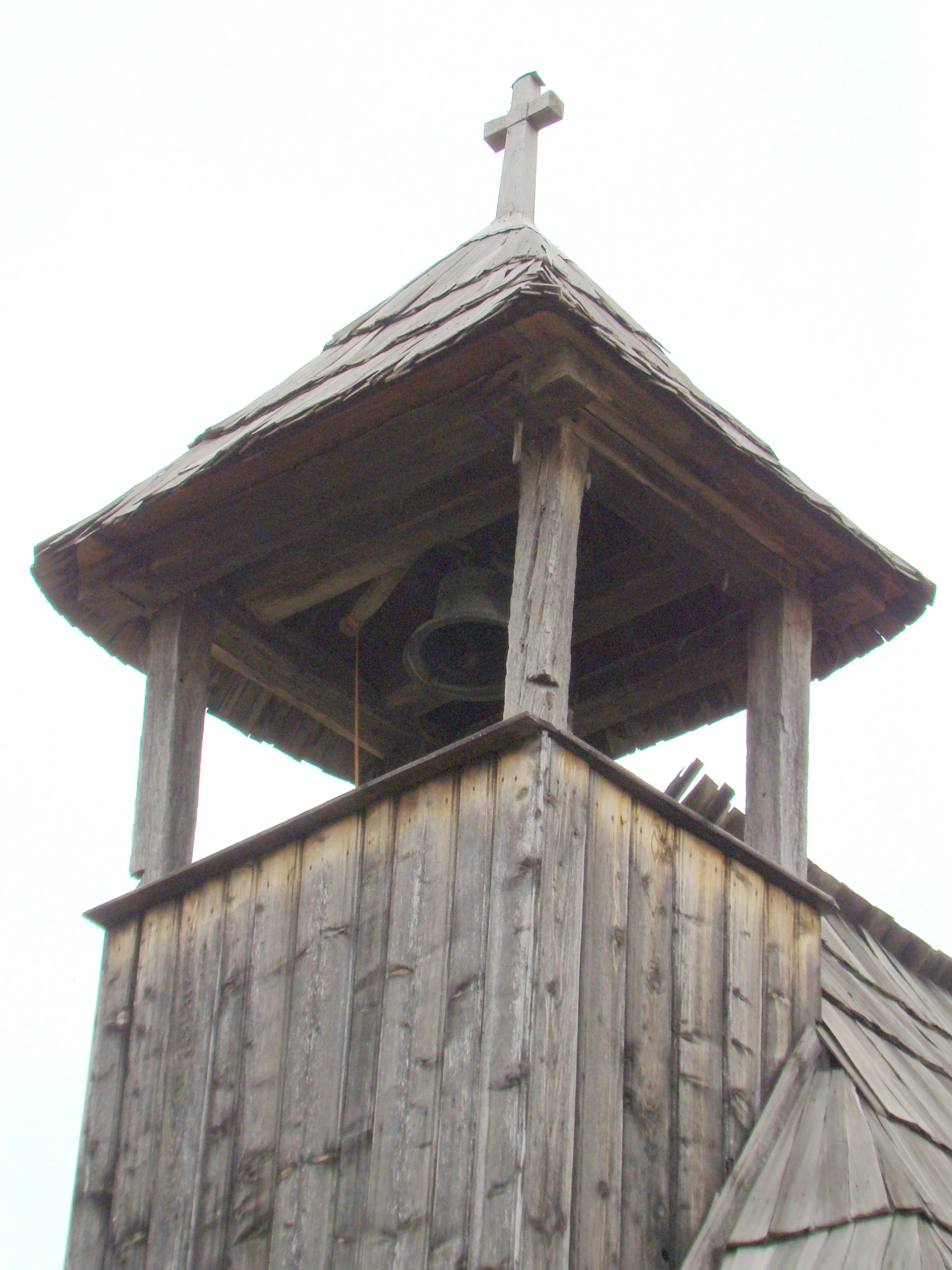
Clopotnița (vedere din lateral)

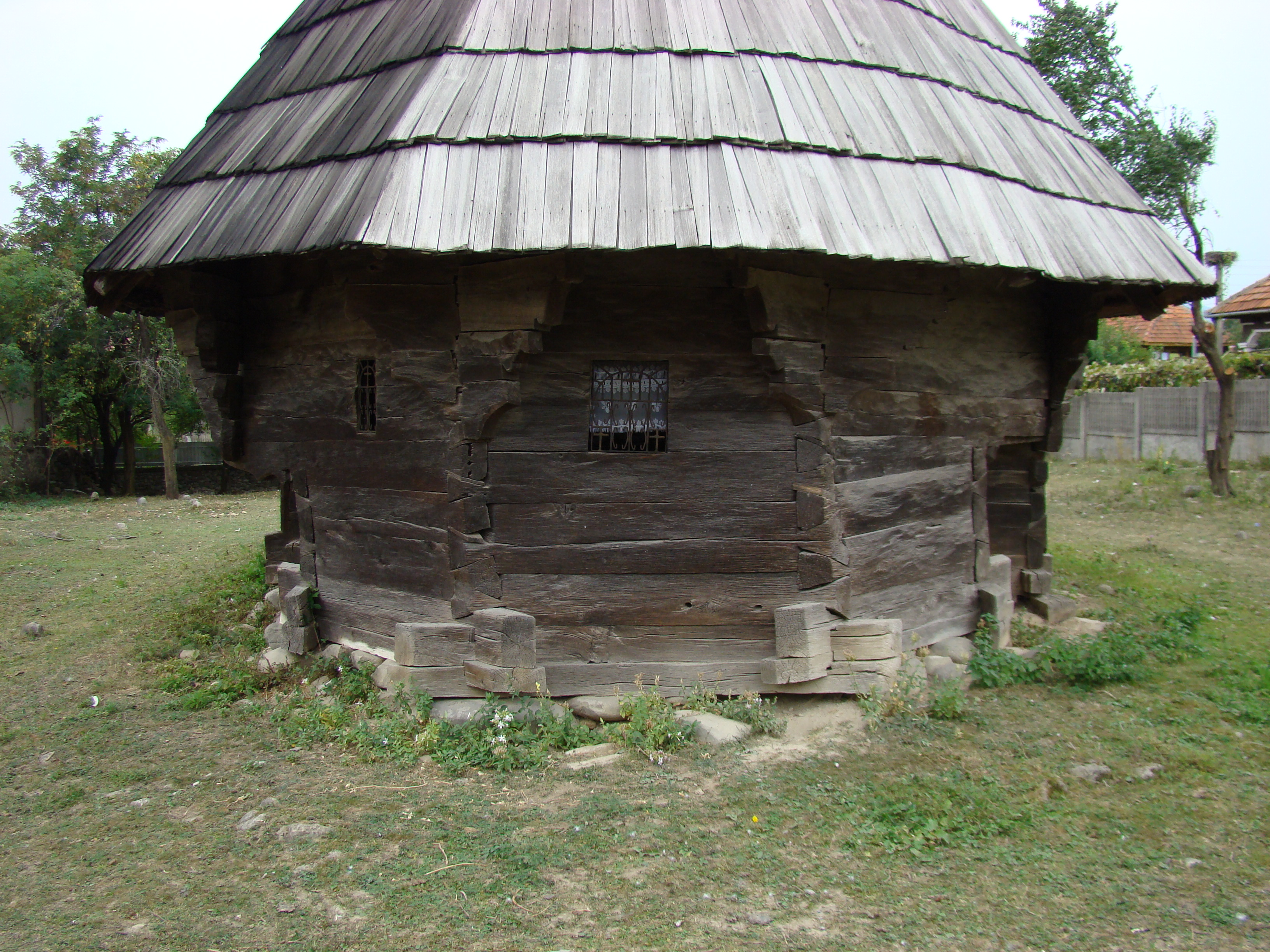
Absida altarului

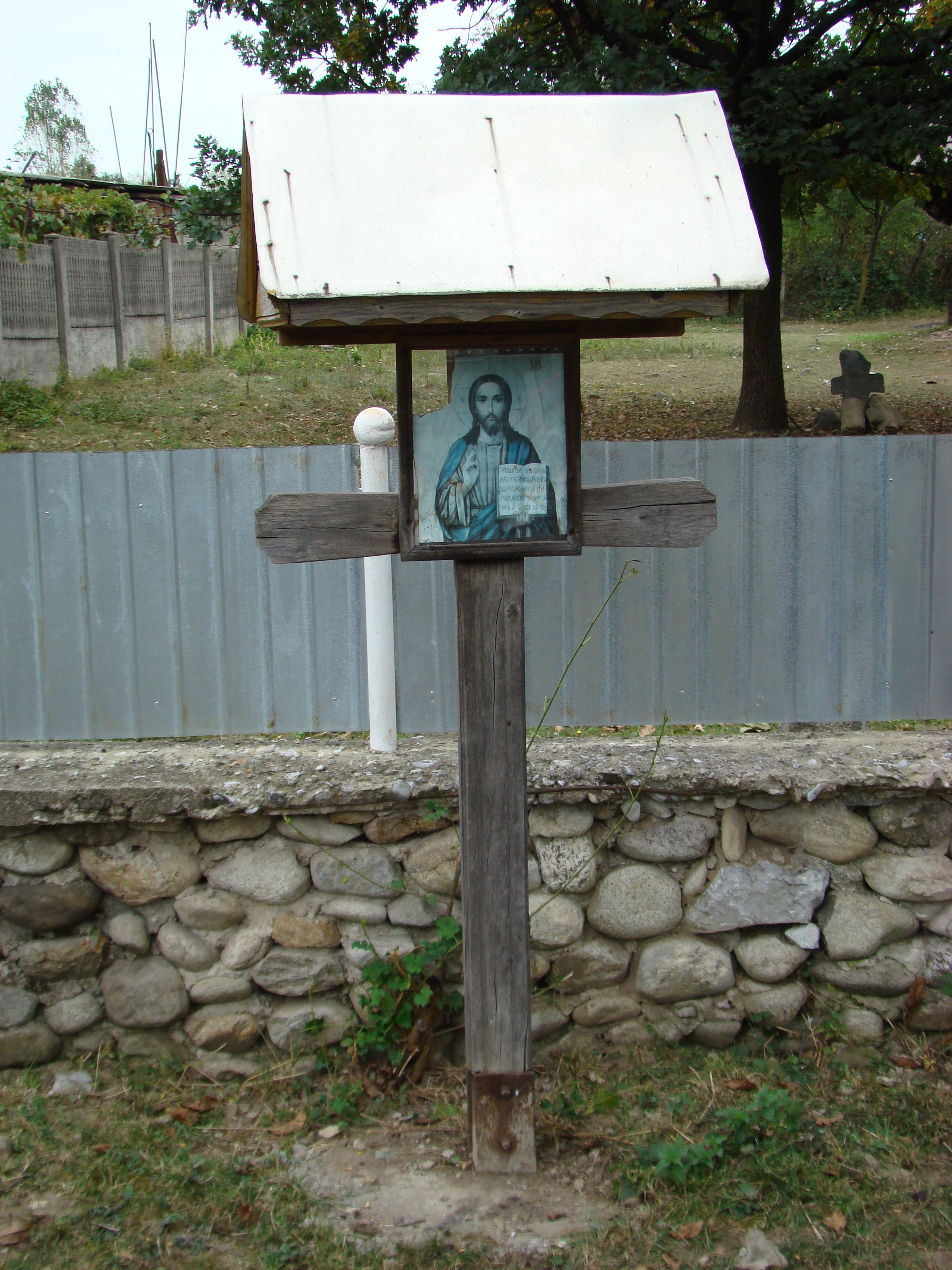
Cruce de lemn cu polată

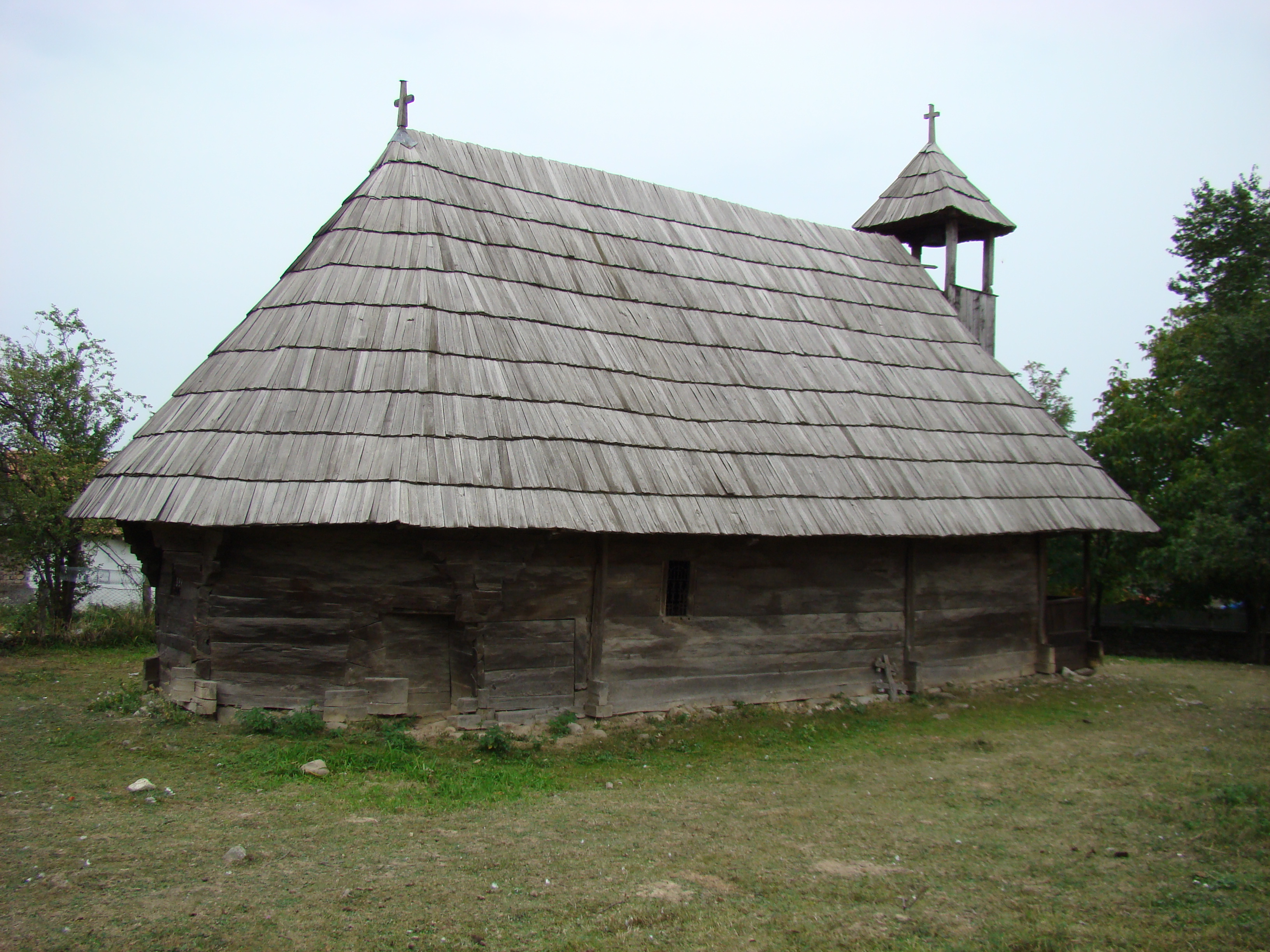
Biserica (nord-est)

Biserica de lemn „Sfântul Nicolae” din satul Lelești, comuna Lelești, județul Gorj, a fost construită în 1773. Biserica se află pe noua listă a monumentelor istorice sub codul LMI:  GJ-II-m-B-09321.

## Istoric și trăsături
Biserica a fost construită pe la 1773, ctitorii fiind căpitanul Grigore Roșca, Vasile, Nicolae și Janos Giurgi.
Pereții înscriu o navă dreptunghiulară (8,65 m/4,50 m), în timp ce altarul de formă poligonală, prezintă pe laturile de sud și de nord, o dispunere diferită, pe registre, față de navă, în scopul obținerii nișelor proscomidiei și diaconiconului. Temelia bisericii este ridicată, pe alocuri, pe pietre de râu.
Acoperișul este învelit în șiță, cu o miniclopotniță peste prispă, adăugată ulterior.
Acoperirea interioară cuprinde o boltă semicilindrică, în leagăn, peste navă, cu arc pe console, iar la altar un semicilindru ce se intersectează cu fâșii curbe. Peretele ce compartimentează nava este deschis, pe arcade și pilaștri crestați.
Pe latura de vest există o prispă, cu lărgimea de 1,10 m, ale cărei elemente sculptate (stâlpii, stenapii, fruntariile), întregesc frumusețea bisericii.
Tâmpla bisericii a fost pictată în 1840, an ce apare pe poalele de icoane, cu flori în vase, plătite de Ion Pandrea și Nicolae Roșca. Are mai multe registre: medalioanele profeților, apostolii, praznicele.
Icoanele din registrul împărătesc sunt: Maria cu Pruncul și arhanghelii, Deisis, Sfântul Nicolae și Nașterea Precistei, realizatorul tâmplei de la Lelești fiind Constandin din Bălești.
Ușile împărătești, cu Buna Vestire în decor arhitectural și busturile regilor David și Solomon, au fost realizate tot atunci (1840).
Zugravul Constandin s-a întors la Lelești împreună cu consăteanul său, popa Dumitru zugravu, pentru a picta și pereții, numele lor și data săvârșirii, 1847 august 23, se pot descifra din pisania rămasă în pronaos. Din pictura realizată atunci, pe o căptușeală de scânduri verticale, suprapuse bârnelor, se remarcă tabloul votiv ctitoricesc, ce îl înfățișează pe logofătul Nicolae Săftoiu, cu soția și cele două fiice, în veșminte specifice vremii.
În pronaos există alte câteva icoane, care completează spațiul dintre pilaștri: Arhanghelul Mihail, Sfântul Gheorghe, Maria cu Pruncul, Iisus Hristos, datate 1847.

## Imagini din exterior

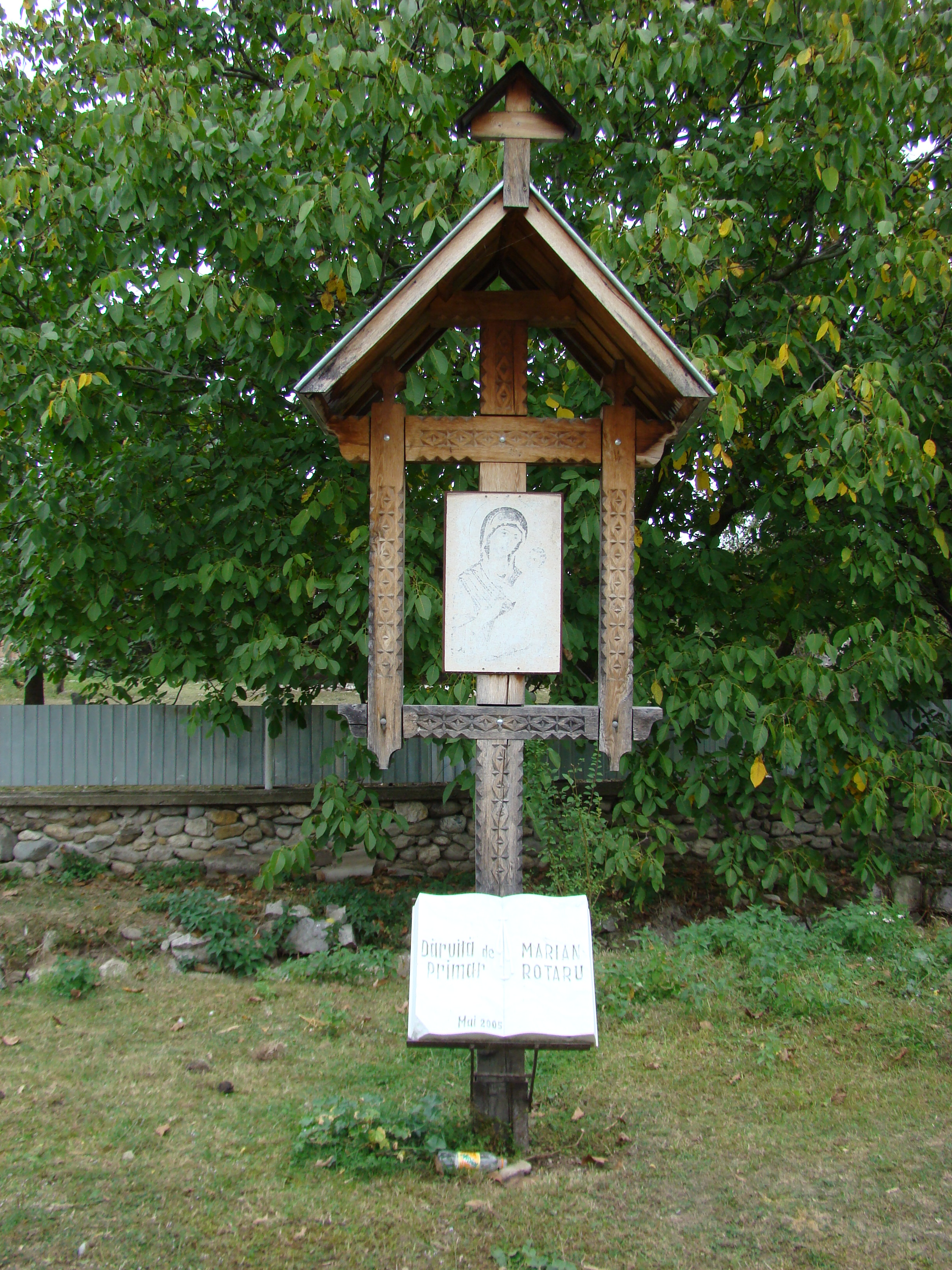
Troiţa
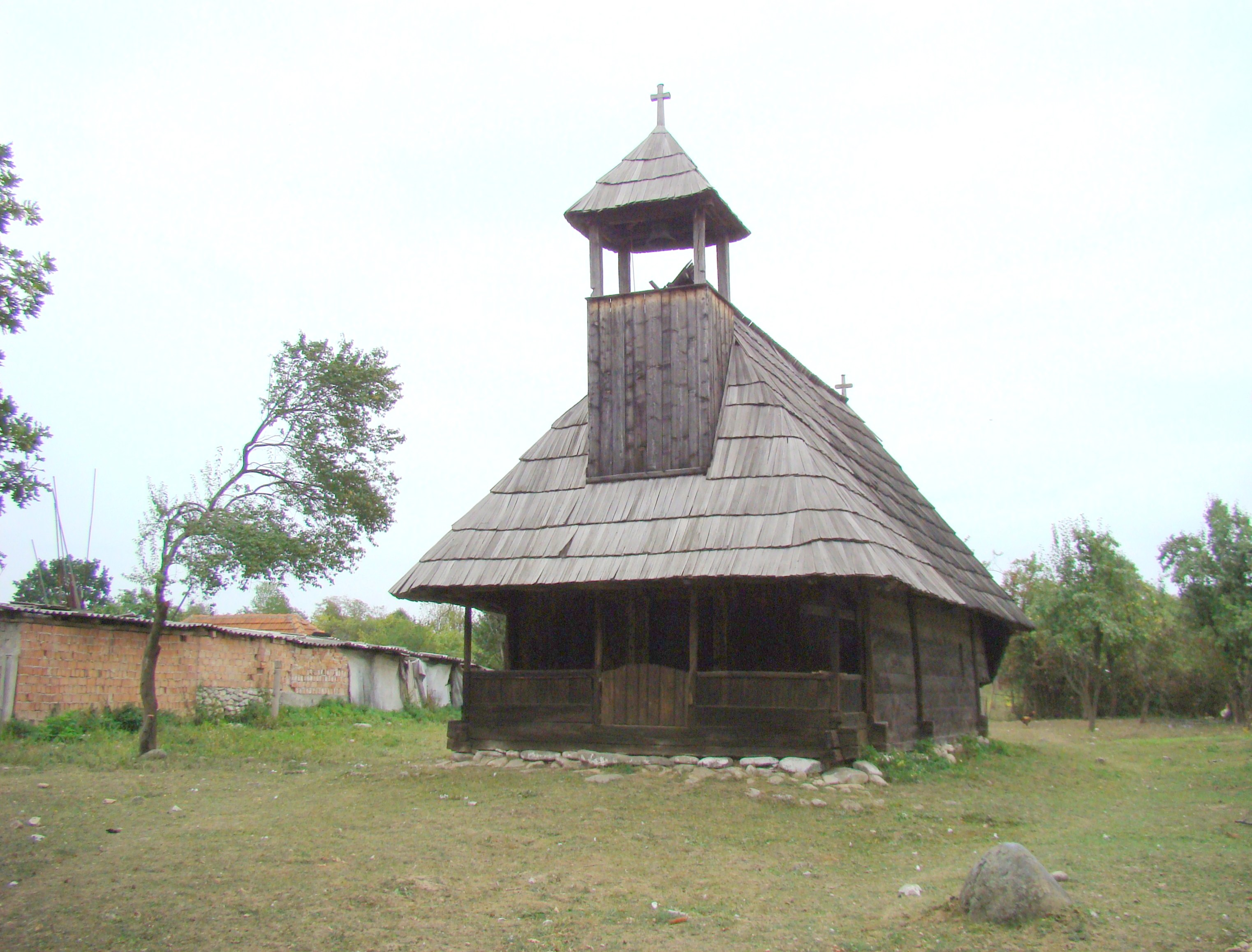
Biserica (sud-vest)
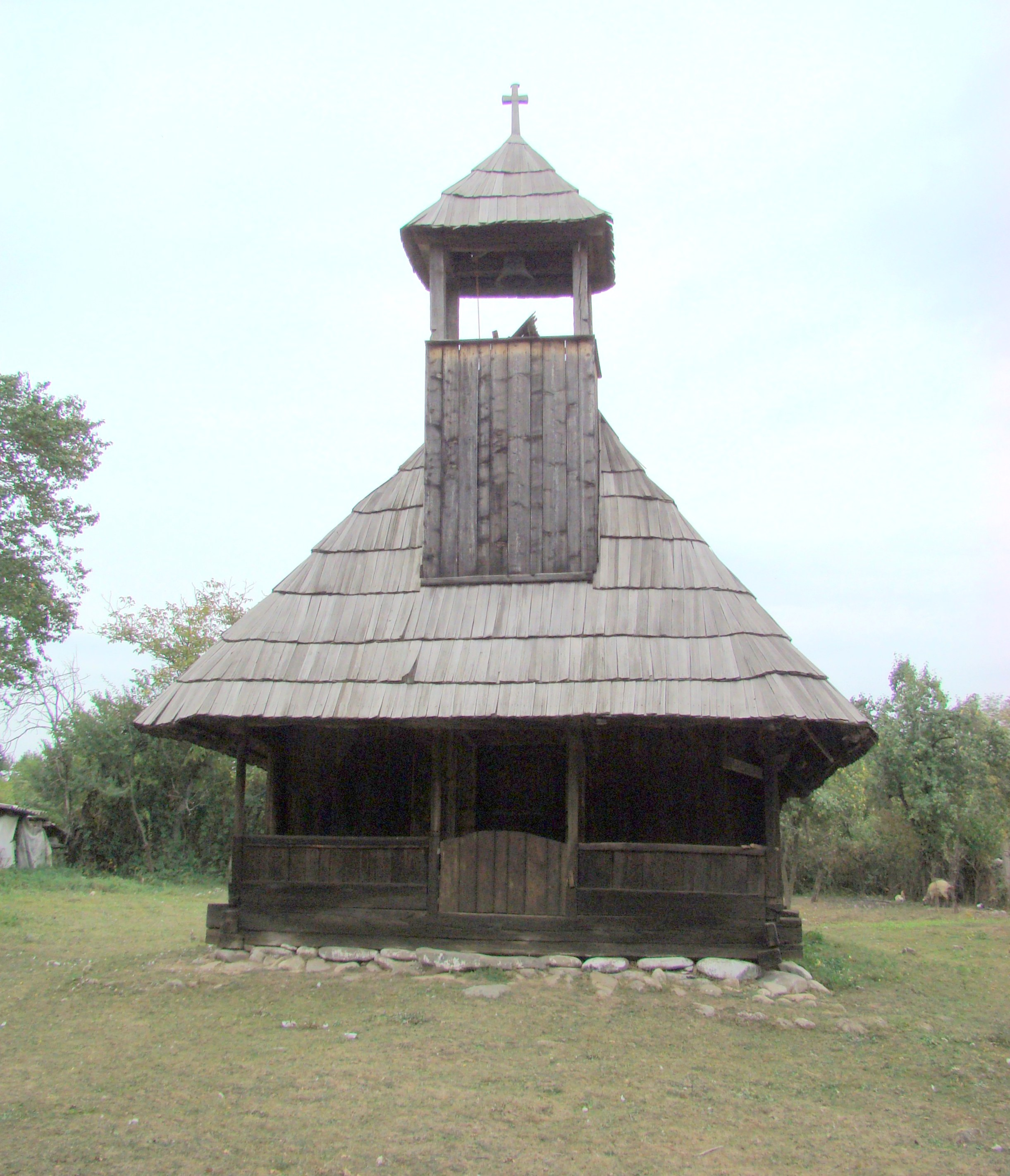
Biserica (vest)
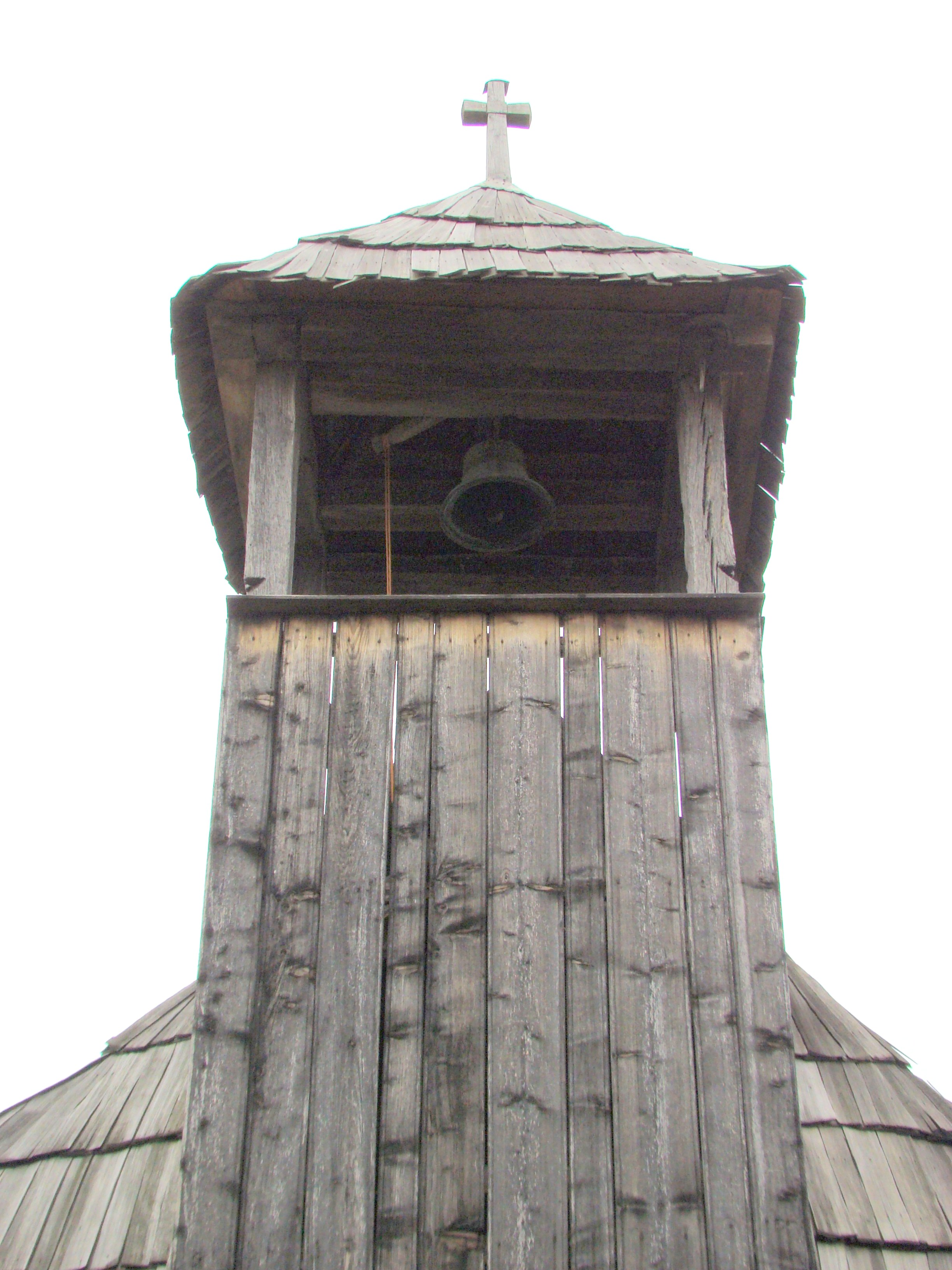
Clopotnița
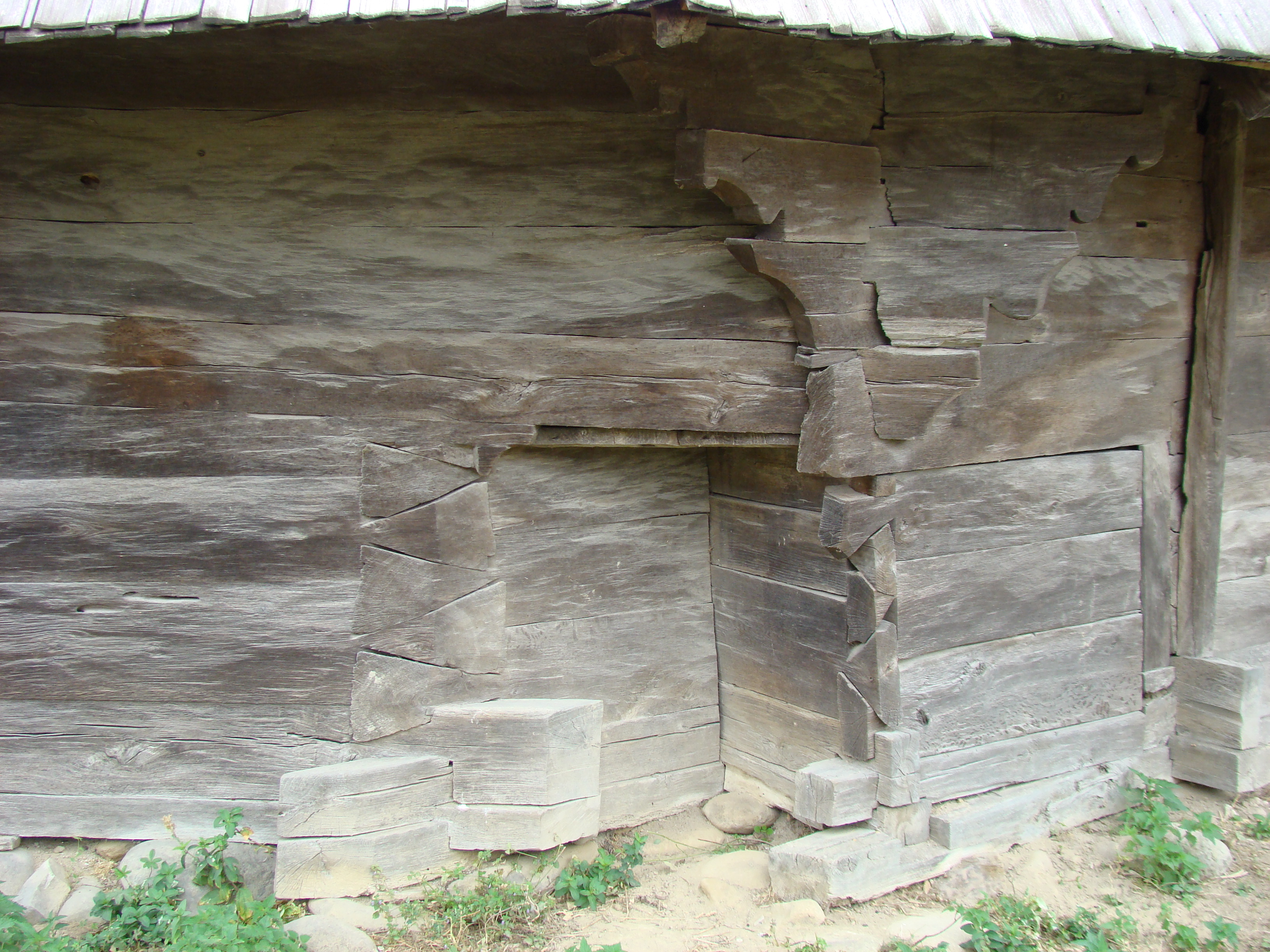
Decroșul altarului în registrul de jos
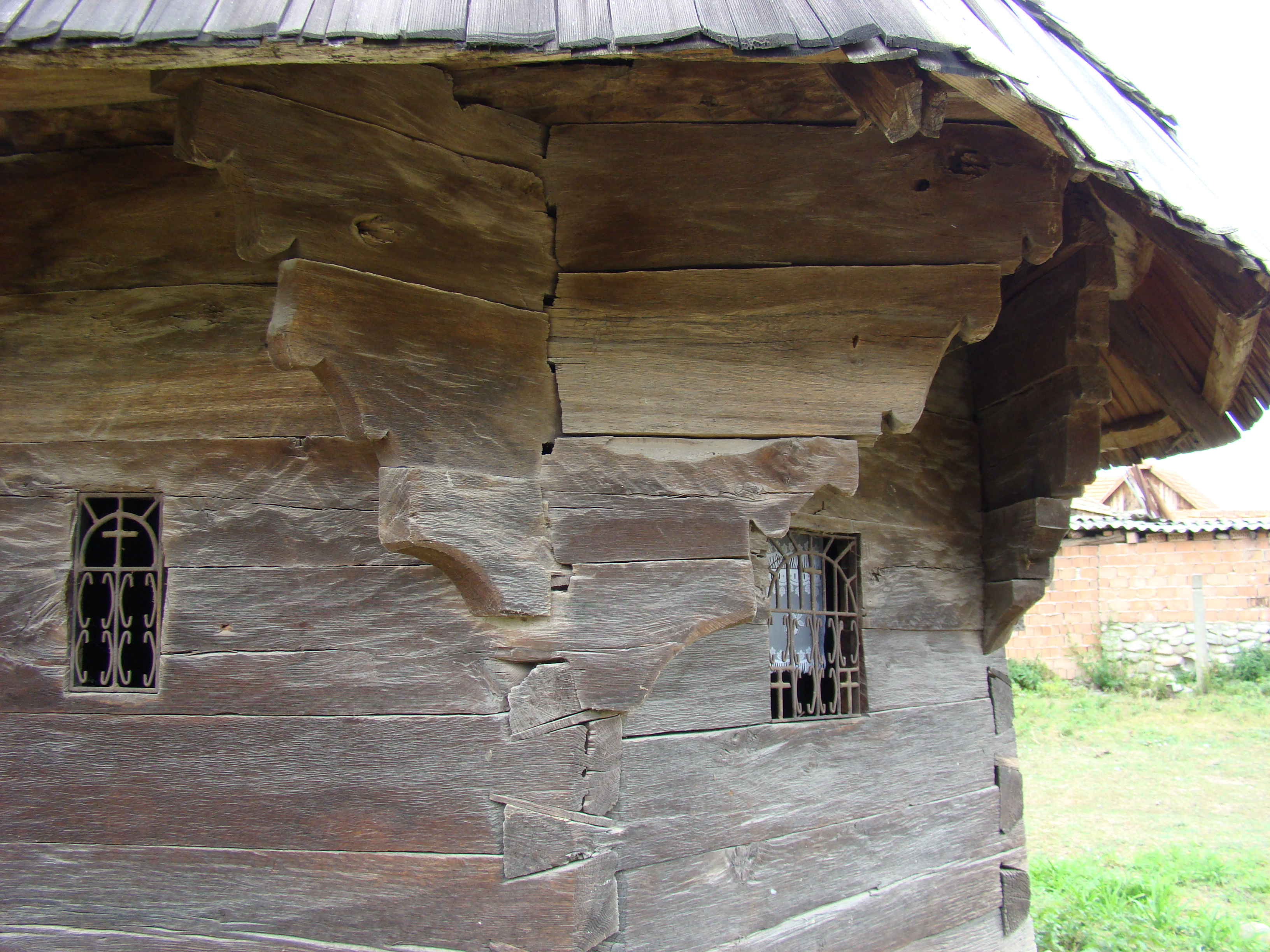
Console
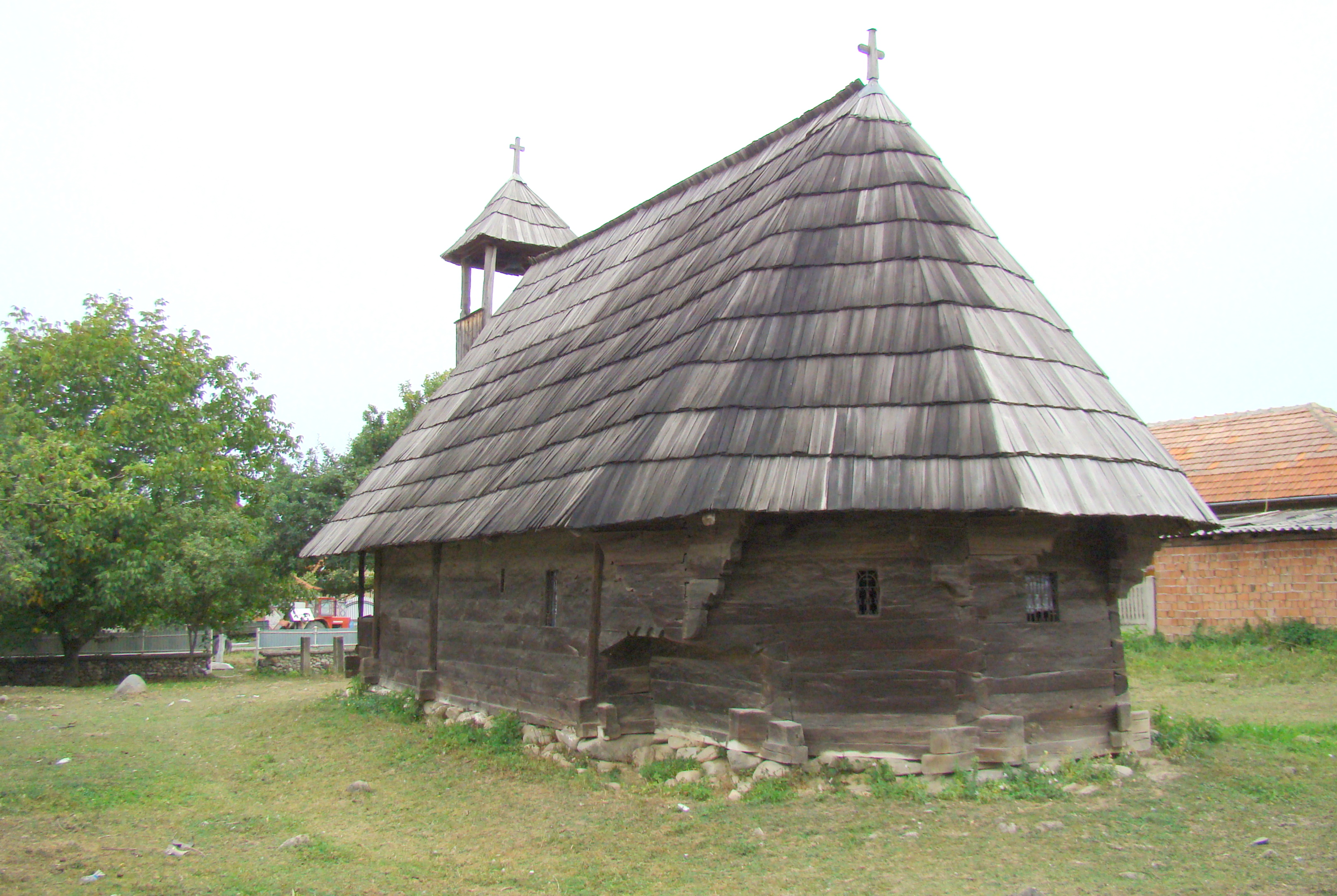
Biserica (sud-est)
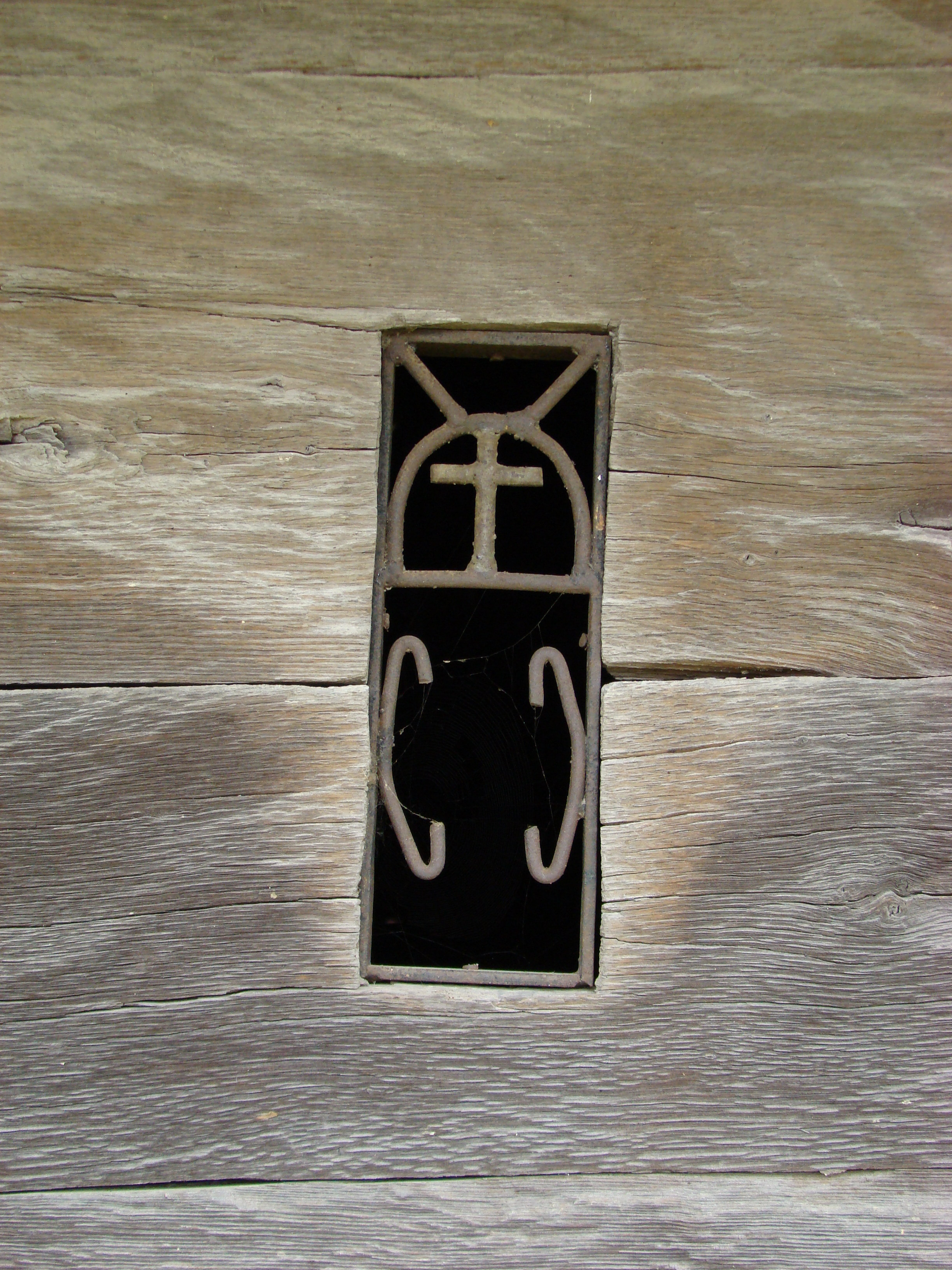
Luminator
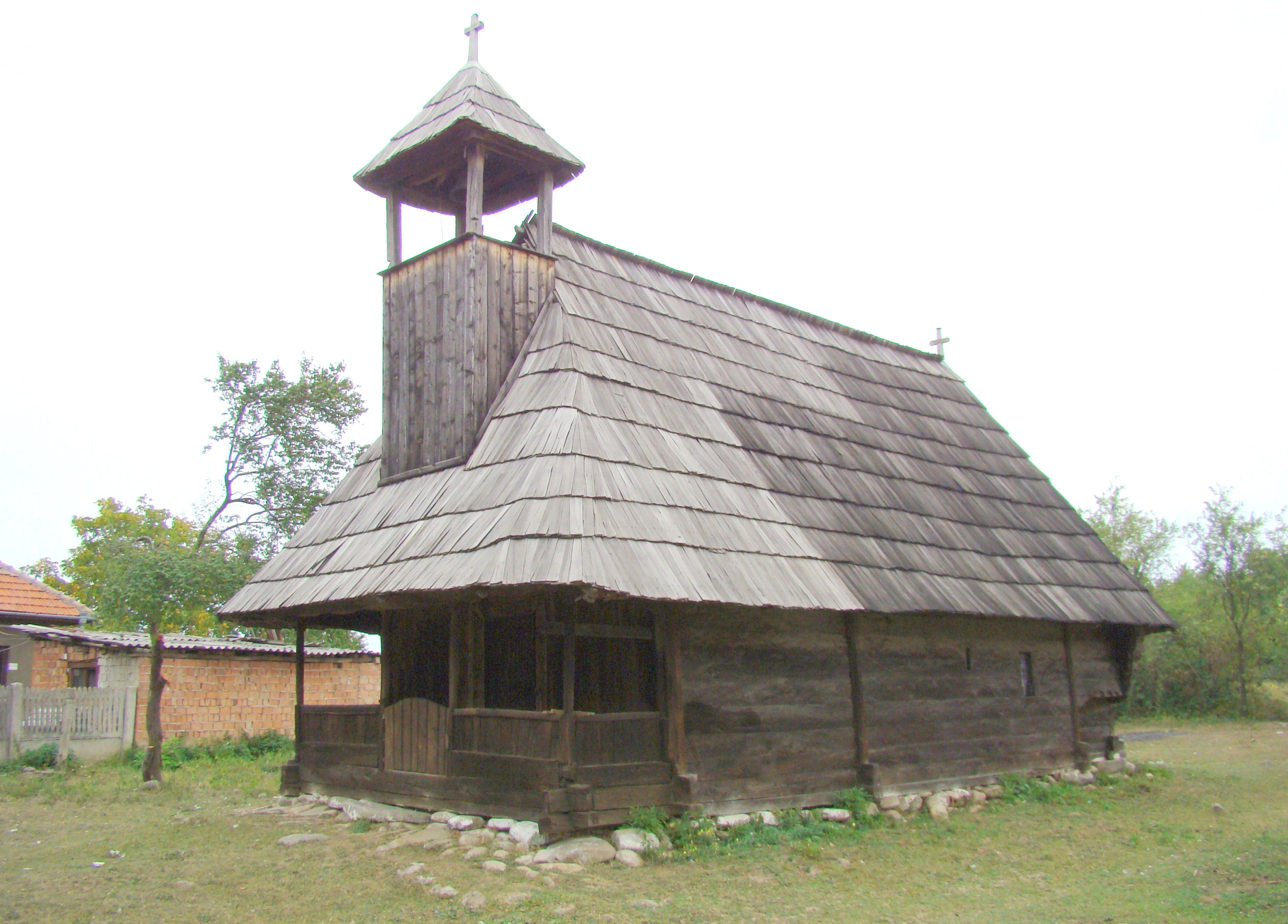
Biserica (sud-vest)
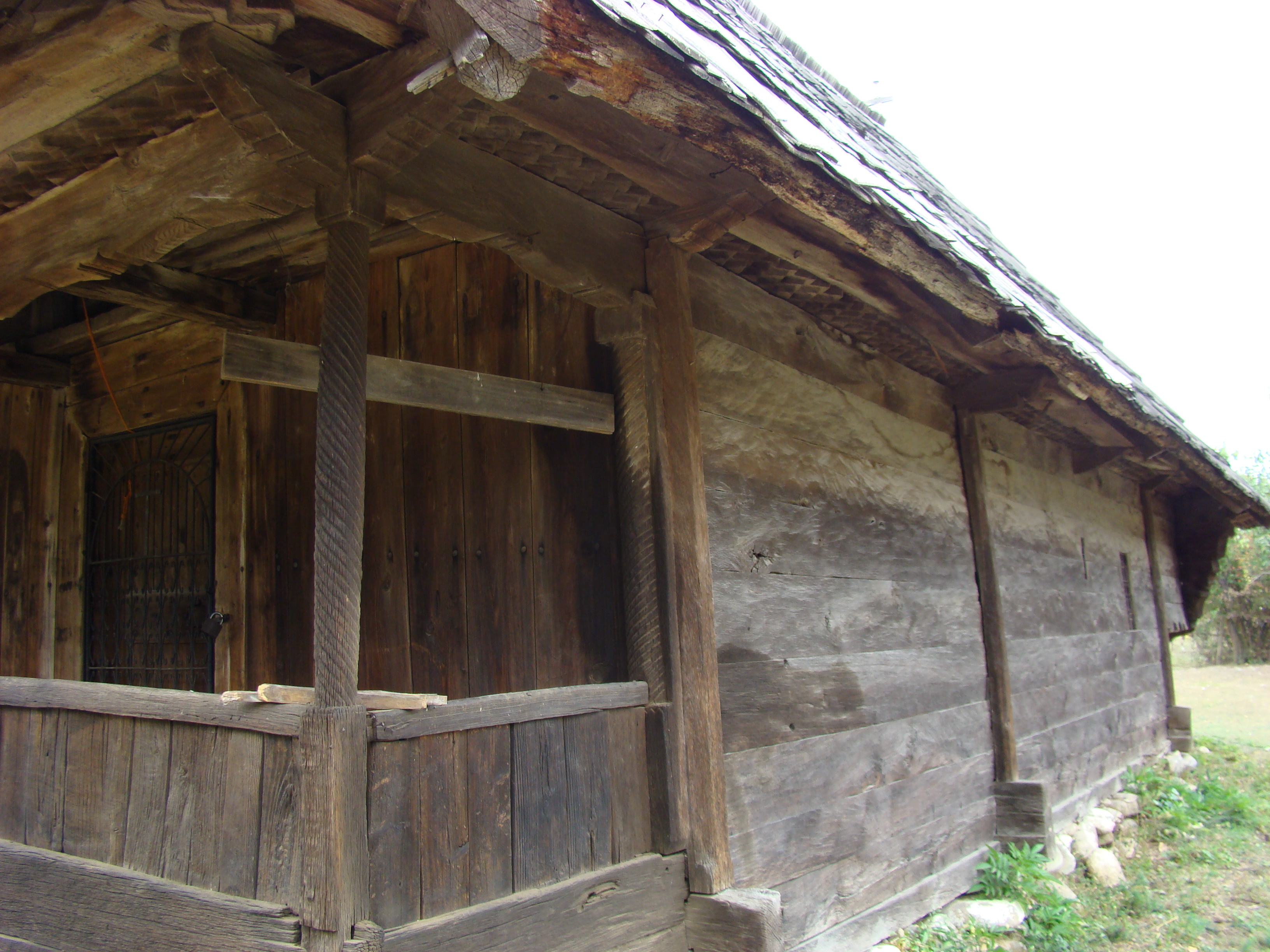
Latura de sud
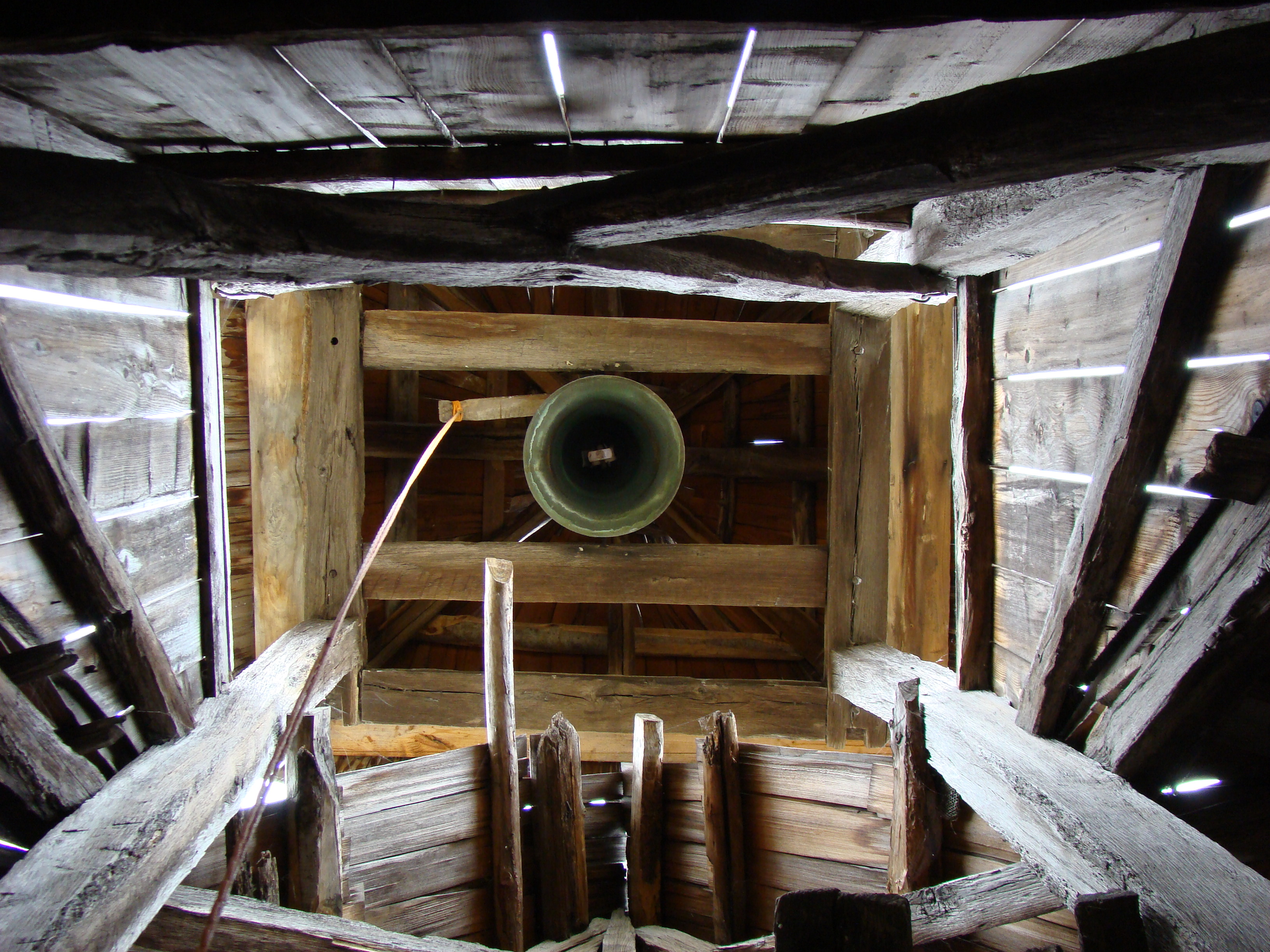
Clopotul
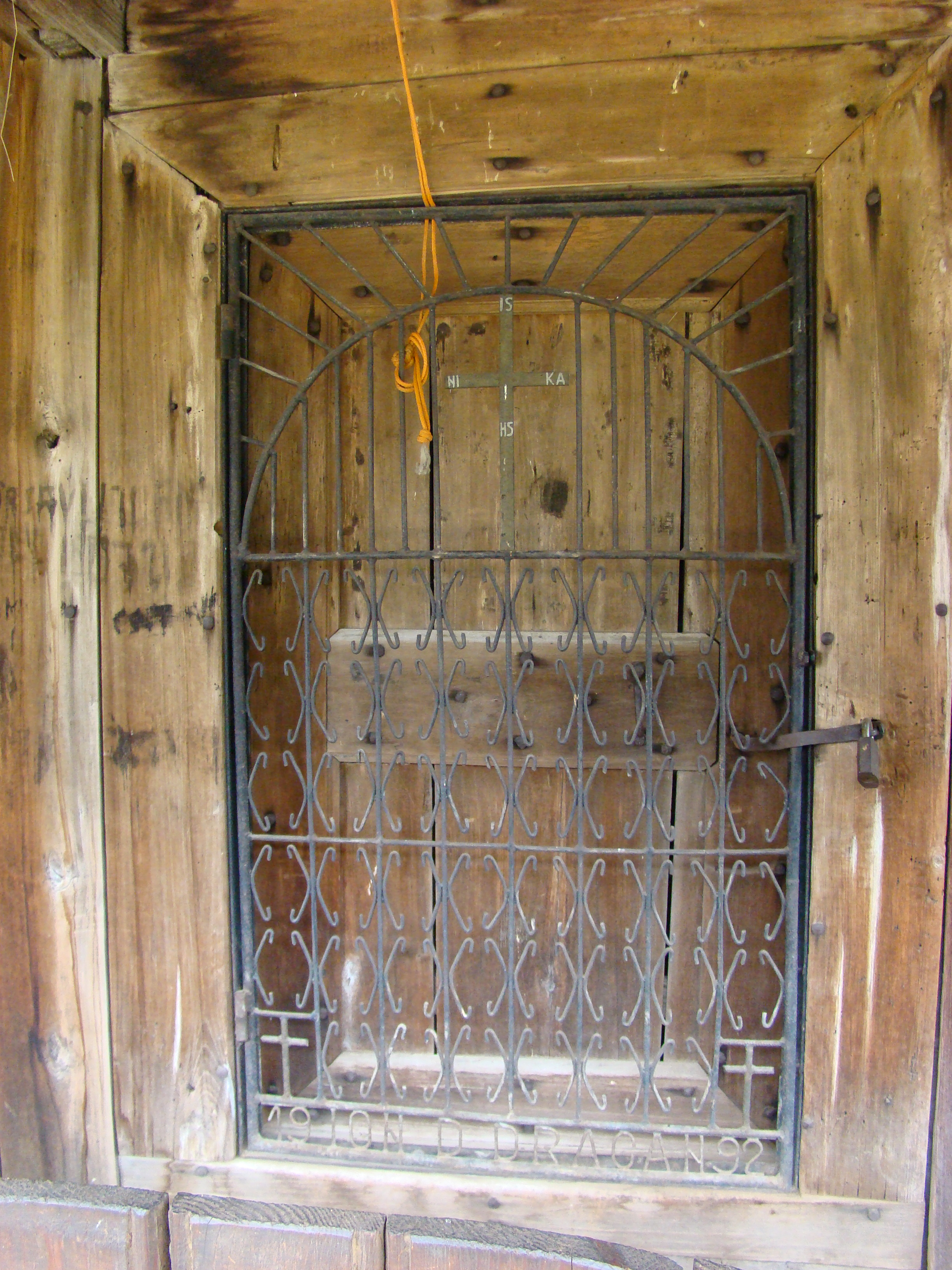
Cadrul intrării
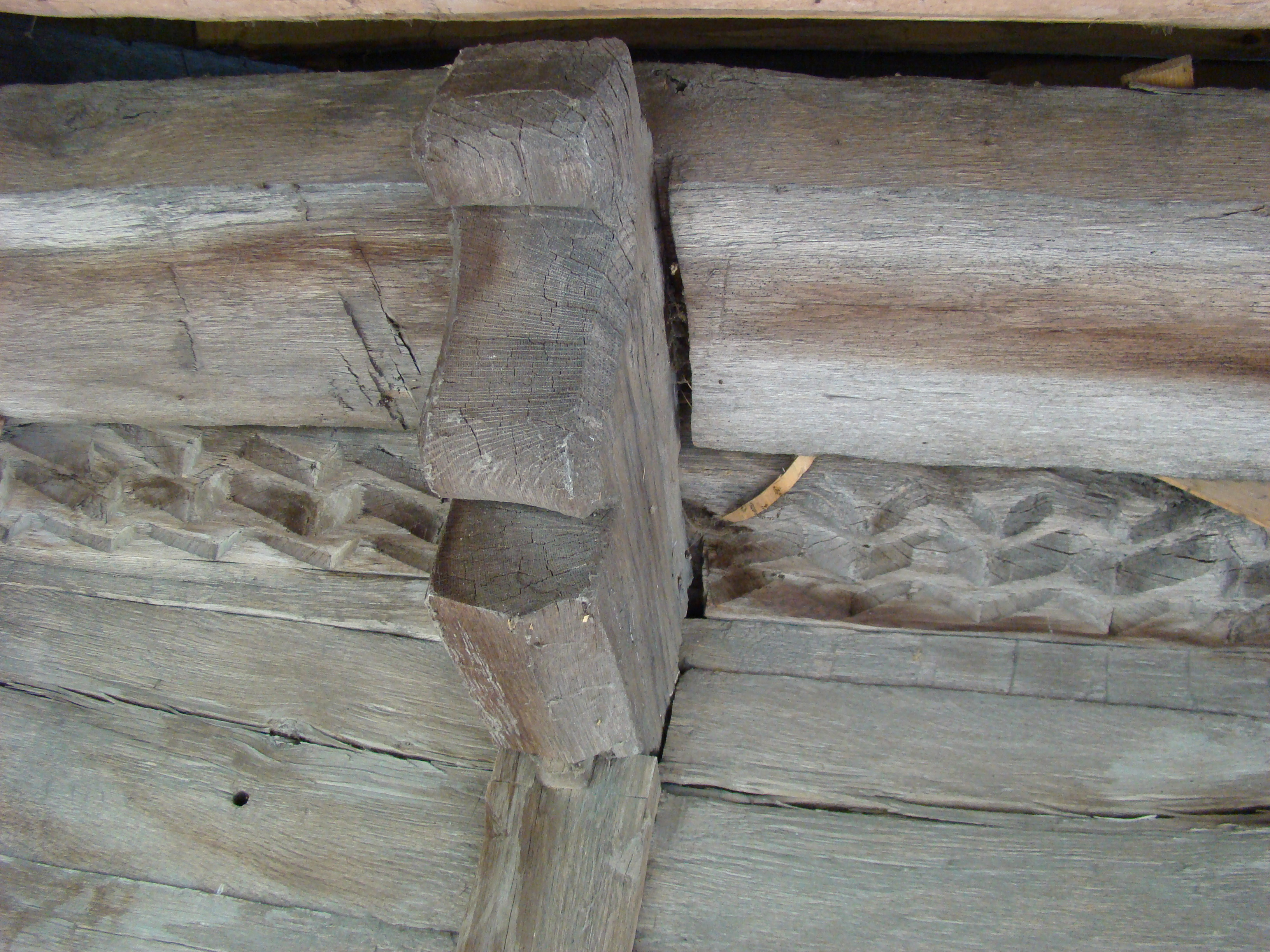
Consolă şi cosoroaba sub streaşină
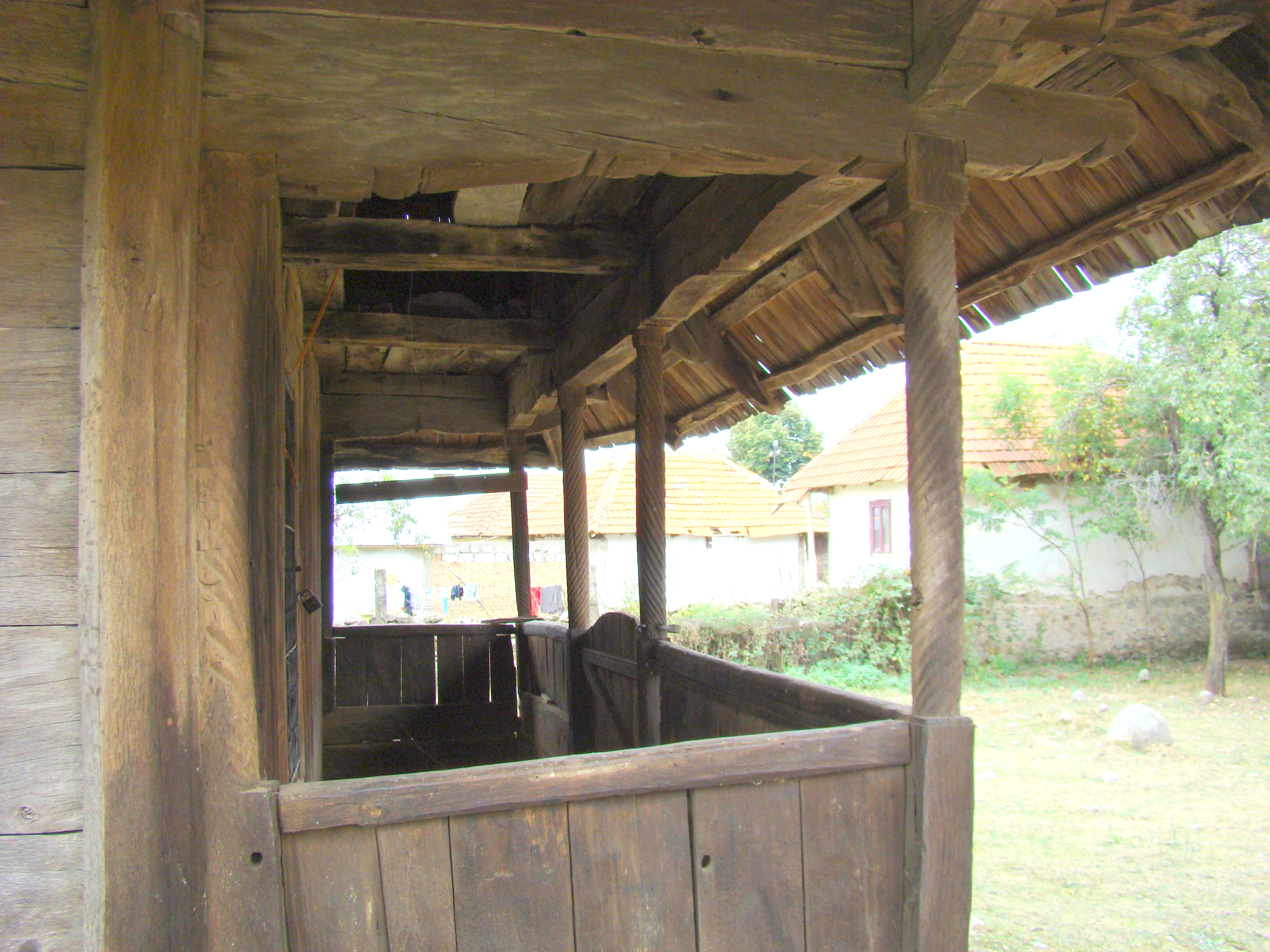
Prispa (vedere din lateral)
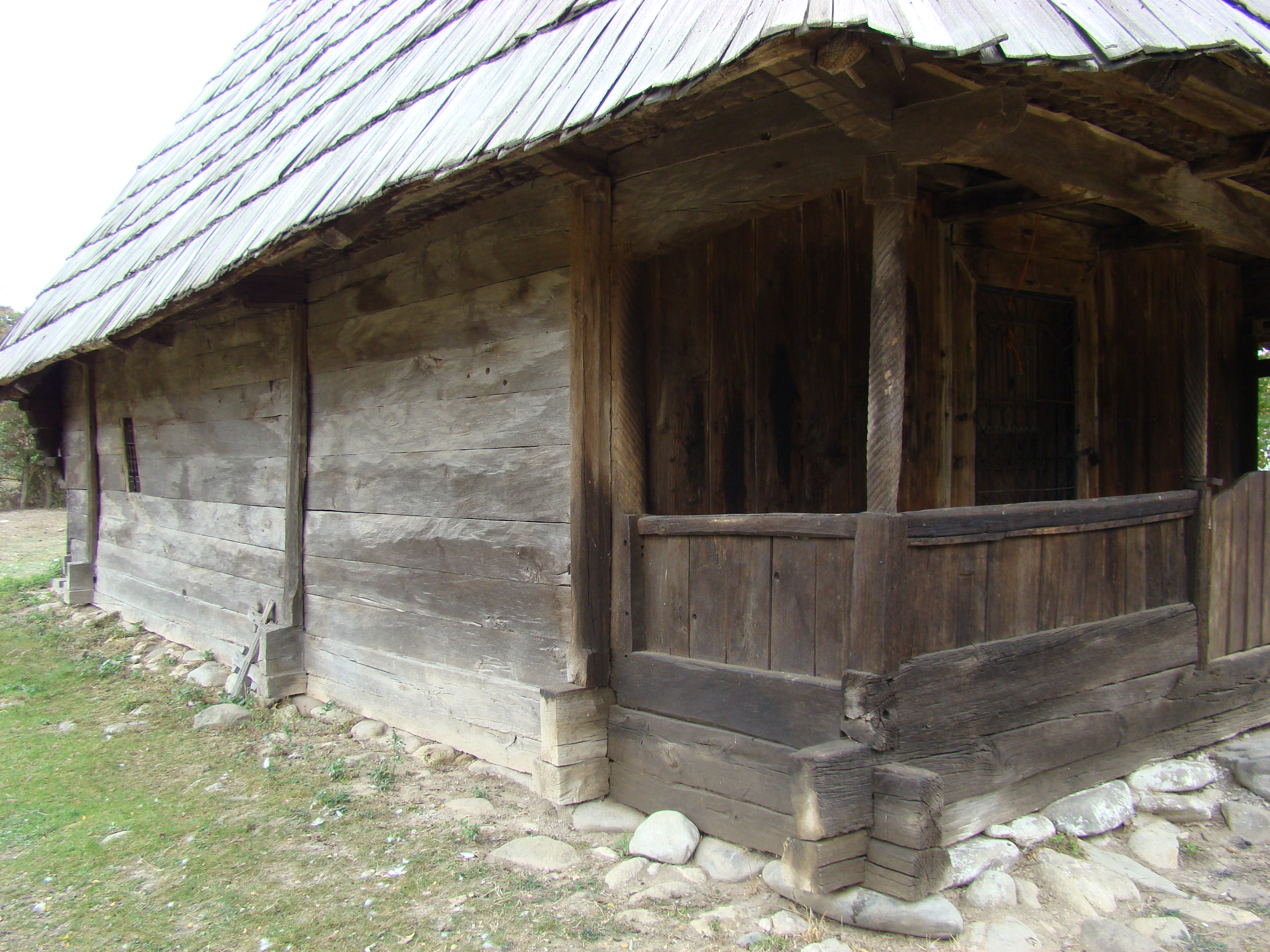
Latura de nord cu stâlpul în torsadă de la prispă